# Sully (Film)
Sully ist ein US-amerikanischer Spielfilm von Clint Eastwood aus dem Jahr 2016, der von der Landung des US-Airways-Flug 1549 im Jahr 2009 auf dem Hudson River in New York handelt. 

## Handlung
Ein großes Passagierflugzeug fliegt durch die Häuserschluchten von New York und stürzt ab. Aus diesem Albtraum erwacht der Pilot Chesley „Sully“ Sullenberger, der sich zusammen mit seinem Co-Piloten Jeff Skiles vor der US-amerikanischen Flugsicherheitsbehörde National Transportation Safety Board (NTSB) verantworten muss. Die beiden hatten wenige Minuten nach dem Start vom New Yorker Flughafen LaGuardia aufgrund von Problemen mit den Triebwerken nach Vogelschlag eine Notwasserung auf dem Hudson River durchgeführt. Alle 155 Personen an Bord hatten überraschenderweise überlebt. Der Fluglotse hatte zuvor vorgeschlagen, nach LaGuardia zurückzukehren oder auf dem nahen Flughafen Teterboro notzulanden. Sullenberger schätzte die Zeit hierfür wegen der geringen Flughöhe der Maschine als zu knapp ein. Die Behörde ist dagegen der Meinung, dass eine Landung auf den beiden Flughäfen möglich gewesen wäre, und sieht sich durch Computersimulationen des Flugzeugherstellers Airbus bestätigt. Die Untersuchung soll nun aufklären, ob Sullenberger die Passagiere womöglich unnötig in Gefahr gebracht und das Flugzeug zum Totalschaden ruiniert hat. Für die Öffentlichkeit ist „Sully“ dagegen ein Held. Er hat Mühe, sich des Ansturms auf seine Person zu erwehren. Die beiden in einem Hotel einquartierten Piloten verschaffen sich durch Joggen und einem Auftritt beim Talkmaster David Letterman Abwechslung. Derweil sorgt sich Sullenbergers Frau um die Zukunft, als er ihr telefonisch von der Untersuchung berichtet, da die Familie wegen einer nicht vermietbaren Immobilie finanzielle Probleme und Sully für die Zeit der Untersuchung kein Einkommen hat.
Auf Betreiben Sullenbergers beschleunigt Airbus die Nachstellung des Unglücksflugs mit realen Piloten, so dass diese in Toulouse durchgeführten Simulationen bei der entscheidenden Anhörung live eingespielt und auf Anforderung mit anderen Parametern wiederholt werden können. Die Simulationen ergeben zunächst, dass die Maschine auf beiden Flughäfen hätte sicher gelandet werden können. Durch Nachfragen von Sullenberger und Skiles stellt sich allerdings schnell heraus, dass den Simulator-Piloten gesagt worden war, dass sie unmittelbar nach dem simulierten Vogelschlag mit ihren Anflügen zu dem jeweiligen Flughafen beginnen sollten, und dass die Piloten die Simulation vorher mehrfach hatten üben können. Sullenberger argumentiert, dass somit der „menschliche Faktor“ unberücksichtigt bleibe, denn auf solch eine Situation – beidseitiger Triebwerksausfall in nur 900 Meter Höhe – sei kein Pilot vorbereitet. Skiles und er seien von dem Vogelschlag völlig überrascht worden. Sie hätten Zeit benötigt, erst einmal die Situation zu erfassen, die Alternativen abzuwägen und eine Entscheidung zu treffen. In dieser Phase habe das antriebslos gleitende Flugzeug natürlich stetig weiter an Höhe verloren. Sullenberger wirft dem Untersuchungskomitee vor, das Ermittlungsergebnis „menschliches Versagen“ bewusst anzustreben. Daraufhin wird von den Untersuchungsleitern zugestanden, dass die Simulatorpiloten erst 35 Sekunden nach dem Vogelschlag mit ihren Maßnahmen beginnen dürfen. Mit dieser Vorgabe gelingen dann beide Notlandungen im Simulator nicht mehr. Schließlich wird die Kommunikation des Originalfluges abgespielt. Alle sind beeindruckt, mit welcher Professionalität die Crew die Notsituation bewältigt hat. Sullenberger und Skiles sind rehabilitiert.
Der Flug wird im Film einmal nach Beginn der Untersuchung mit Fokus auf die Flugbegleiterinnen und Passagiere gezeigt, von denen einige vorgestellt werden; zudem werden die anschließenden Rettungsmaßnahmen dargestellt. Ein zweites Mal wird der Flug aufgeführt, als bei der Anhörung die Gesprächsaufzeichnungen mit der Handlung im Cockpit abgespielt werden.
Während des Abspanns wird das Zusammentreffen der echten Crew mit Passagieren vom US-Airways Flug 1549 im Carolinas Aviation Museum gezeigt.

## Besetzung und Synchronisation
Die deutsche Synchronfassung entstand bei der FFS Film- & Fernseh-Synchron GmbH in München nach einem Dialogbuch und unter der Dialogregie von Benedikt Rabanus.
| Person                         | Schauspieler   | Deutscher Synchronsprecher |
| ------------------------------ | -------------- | -------------------------- |
| Chesley „Sully“ Sullenberger   | Tom Hanks      | Joachim Tennstedt          |
| Jeff Skiles                    | Aaron Eckhart  | Tom Vogt                   |
| Lorraine „Lorrie“ Sullenberger | Laura Linney   | Katrin Fröhlich            |
| Elizabeth Davis                | Anna Gunn      | Susanne von Medvey         |
| Mike Cleary                    | Holt McCallany | Crock Krumbiegel           |
| Charles Porter                 | Mike O’Malley  | Thomas Wenke               |
| Ben Edwards                    | Jamey Sheridan | Thomas Rauscher            |
| Michael Delaney                | Jerry Ferrara  | Uwe Thomsen                |
| Evelyn May                     | Tracee Chimo   | Katharina Schwarzmaier     |
| Donna Dent                     | Ann Cusack     | Dorothea Anzinger          |
| Doreen Welsh                   | Molly Hagan    | Maria Böhme                |
| L.T. Cook                      | Jeff Kober     | Walter von Hauff           |

## Hintergrund

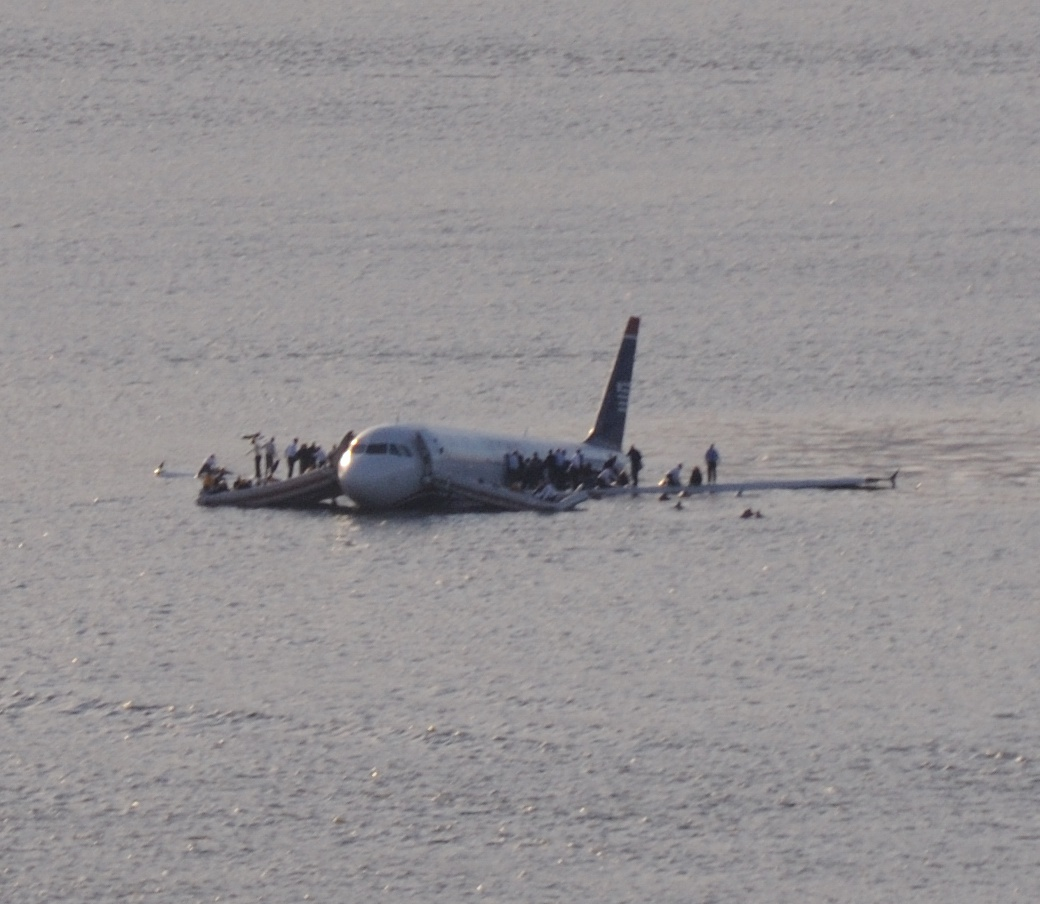
Flug 1549 nach der Notlandung im Hudson River

Das Drehbuch basiert auf der Autobiografie des Piloten Chesley Sullenberger Man muss kein Held sein: Auf welche Werte es im Leben ankommt.
Die Dreharbeiten zum Film begannen am 28. September 2015 in New York City. Am 15. Oktober 2015 wechselte die Crew nach Atlanta, wo ein Gebäude in der Innenstadt zu einem New Yorker Hotel umfunktioniert wurde. Gefilmt wurde außerdem in North Carolina, Los Angeles und Kearny, New Jersey. Die Dreharbeiten endeten am 29. April 2016. Der Film wurde ausschließlich mit IMAX-Kameras gedreht.
Die Premiere fand am 2. September 2016 im Rahmen des 43. Telluride Film Festivals statt. Der Film kam am 9. September 2016 in den Vereinigten Staaten in die Kinos; in den deutschen Kinos startete er am 1. Dezember 2016, in Österreich einen Tag später.

## Rezeption

### Kritiken
„Eastwood springt virtuos in der Zeit hin und her, ohne dass der Film jemals seine bemerkenswerte Klarheit und Direktheit verlieren würde: Rückblenden in Sullenbergers Zeit als Militärpilot, eine Kindheitserinnerung, kurze Szenen vor und nach der NTSB-Untersuchung – alles das trägt zum Verständnis der Hauptfigur und ihrer Handlungsweisen bei – und wenn der Regisseur die spektakuläre Notwasserung schließlich doch noch in voller epischer Breite präsentiert, mit allen tosenden Geräuschen, der ganzen mühsam unterdrückten Panik der Passagiere und der ebenso mühsam kontrollierten Besonnenheit der Besatzung, dann hat das einen nicht zu leugnenden emotionalen Punch, der sich bei der Bergung der Menschen aus dem untergehenden Flugzeug, als sich New Yorker Rettungskräfte in Minutenschnelle zusammenfinden, noch verstärkt – ganz ohne Effekthascherei!“

„Nachdem Eastwood in seinem Vorgängerfilm ,American Sniper‘ (2014) einen Scharfschützen auf widerwärtige Weise zum Militärhelden verklärt hatte, huldigt er nun also einem Helden des Alltags, der vor Pflichtgefühl, Ordnungsbewusstsein und Ehrlichkeit nur so strotzt. Mehr noch: Man kann ,Sully‘ als einen menschlichen Superhelden-Film verstehen. Als wollte uns Eastwood zurufen: Leute, was braucht ihr Captain America, wenn ihr Captain Sully habt?“

„Man kann Eastwood jedoch immer wieder nur bewundern, wie er aus einer Story, deren Verlauf und Ausgang jeder Zuschauer kennt, einen unerwarteten Spannungsbogen entwickelt. Viel Plot ist da ja nicht. Deshalb kommt alles darauf an, wie man mit Raum und Zeit umgeht, wie man die Chronologie aufbricht, zu welchem Zeitpunkt man das Ereignis, die spektakuläre Landung, zeigt, wie Hindernisse und Widerstände konstruiert werden, die sich dem Helden in den Weg stellen.“

„Die Nacherzählung der wahren Ereignisse konzentriert sich ganz auf die Person des Kapitäns, was dem Geschehen eine tiefere, auf Charakterstärke und Entscheidungsfähigkeit gegründete Dimension verleiht. Das vorzüglich inszenierte und gespielte Drama bleibt nicht zuletzt durch die ins Zentrum gerückte menschliche Komponente durchgängig spannend.“

### Kritik an der Darstellung der NTSB-Ermittler
In den USA wurde kritisiert, dass der Film die Ermittler des NTSB in einem zu negativen Licht erscheinen lasse. In einem Werbevideo, das vor der Veröffentlichung des Films erschien, hatte Eastwood dem NTSB vorgeworfen, sie hätten Sullenberger die Schuld am Unglück zuschieben wollen, indem sie versucht hätten, den Eindruck zu erwecken, er habe falsch gehandelt. Christine Negroni schrieb in der New York Times, dass Ton und Inhalt der Ermittlungen im Film nicht den historisch belegten Abläufen entsprächen. Die Ermittler im Film hielten sich nicht an etablierte Verfahren in Unfalluntersuchungen und würden als engstirnige Bürokraten auf der Suche nach einem Schuldigen dargestellt.

Während das NTSB im Film Simulationen präsentiert, die zeigen sollen, dass es möglich gewesen wäre, das Flugzeug auf einem Flughafen zu landen, erklärte Chefermittler Robert Benzon in der realen öffentlichen Anhörung das Gegenteil: „Die Simulationen zeigten, dass man nicht mit Sicherheit davon ausgehen konnte, erfolgreich nach LaGuardia zurückzukehren oder eine Ausweichlandung auf dem Teterboro Airport zu vollführen.“ Benzon wehrte sich gegen die Darstellung im Film und erklärte, es sei nicht das Ziel der Untersuchungen gewesen, irgendjemanden bloßzustellen. 

„Ich weiß nicht, warum der Autor und der Regisseur sich entschieden haben, die Rolle des NTSB so verzerrt darzustellen. Ihr Umgang mit dem NTSB ging weit über die Grenzen künstlerischer Freiheit hinaus in den Bereich böswilliger Unehrlichkeit. Es ist möglich, dass der Film sich insgesamt negativ auf die Sicherheit im Flugbetrieb auswirkt. Piloten, die in Unfälle verwickelt sind, werden nun davon ausgehen, dass Ermittler sie hart und unfair behandeln.“

Ein weiterer ehemaliger NTSB-Ermittler wurde zitiert, er sorge sich, dass die filmische Darstellung des NTSB dazu führen könnte, dass sich Zuschauer in ihren Vorurteilen über die angebliche Inkompetenz von Regierungsbehörden bestätigt sehen.
Tom Hanks sagte gegenüber Associated Press, Sullenberger selbst sei mit der Darstellung der Ermittlungen unzufrieden gewesen und habe nach der Lektüre einer frühen Drehbuchfassung darum gebeten, den Figuren nicht die Namen der echten NTSB-Ermittler zu geben. Laut Hanks habe Sullenberger gesagt, dass die echten Ermittler nicht wie Strafverfolger gehandelt hätten („were not prosecutors“), und dass es nicht fair wäre, ihre Namen mit der im Film dargestellten Version der Ereignisse in Verbindung zu bringen.

### Einspielergebnis
Bei einem Budget von 60 Millionen US-Dollar nahm der Film rund 241 Millionen US-Dollar ein.

### Auszeichnungen und Nominierungen (Auswahl)

#### National Board of Review
- 2016: Auszeichnung als einer der Top-Ten-Filme

#### Palm Springs International Film Festival
- 2017: Icon Award für Tom Hanks

#### Oscar 2017
- Nominierung in der Kategorie Bester Tonschnitt für Alan Robert Murray und Bub Asman